# Altpreußisches Infanterieregiment No. 1 (1806)
Das Infanterieregiment mit der späteren Nummer No. 1 war das älteste altpreußische Regiment zu Fuß, das 1615 als Märkische Garde oder Leibkompanie errichtet wurde und später zu einem Regiment verstärkt wurde. In der Folge hatte es seinen Standort in Berlin.

## Allgemeine Geschichte
Das Regiment wurde zunächst als Garde des Kurfürsten errichtet unter der Bezeichnung Märkische Garde und auch Churfürstliche Leibkompanie. 1657/59 erst wurde es zu einem eigentlichen Regiment umgewandelt. 1701 erhielt es den Rang einer preußischen Königsgarde, den es aber schon 1713 wieder verlor. Der Rang wurde der Königsgarde übertragen. Dieses Regiment nannte sich fortan Wartenslebensches Regiment zu Fuß oder weiße Füsilier-Leibgarde.

## Beurteilung
Ungeachtet des Verlustes des Garderanges an das Königsregiment galt es trotz durchschnittlicher Leistungen etwa im Siebenjährigen Kriege als besonders angesehen. Erklärt wird dies insbesondere durch das enge Verhältnis von General von Winterfeld zum König. 1768 wurde festgelegt, dass es „unabhängig vom Rang des jeweiligen Chefs - in der Armee stets hinter den Garden rangieren sollte, gefolgt durch No. 13.“

## Verbleib und Nachfolge
Das Regiment wurde 1806 als Regiment zu Fuß von Hacke No. 1 in Ratekau durch Kapitulation aufgelöst, das III. Bataillon in Stettin.

## Uniform, Ausrüstung
Im 18. Jahrhundert bestand die Regimentsuniform aus einer blauen Uniformjacke mit roten Ärmelaufschlägen, Rabatten und
Rockaufschlägen und weißen Litzen. Die Mütze der Flügelgrenadiere war blau-weiß und hatte einen Silbermessingbeschlag mit weißem Pompon. Die Regimentsfahne war orange.

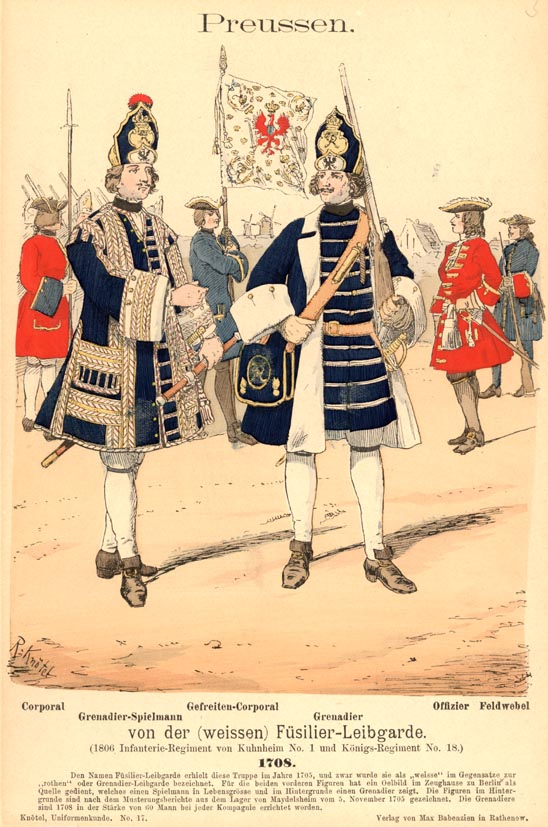
Grenadierspielmann und Grenadier der „weißen Füsilier-Leibgarde“ 1708 – Richard Knötel: Uniformenkunde 1890. Band I, Tafel 17
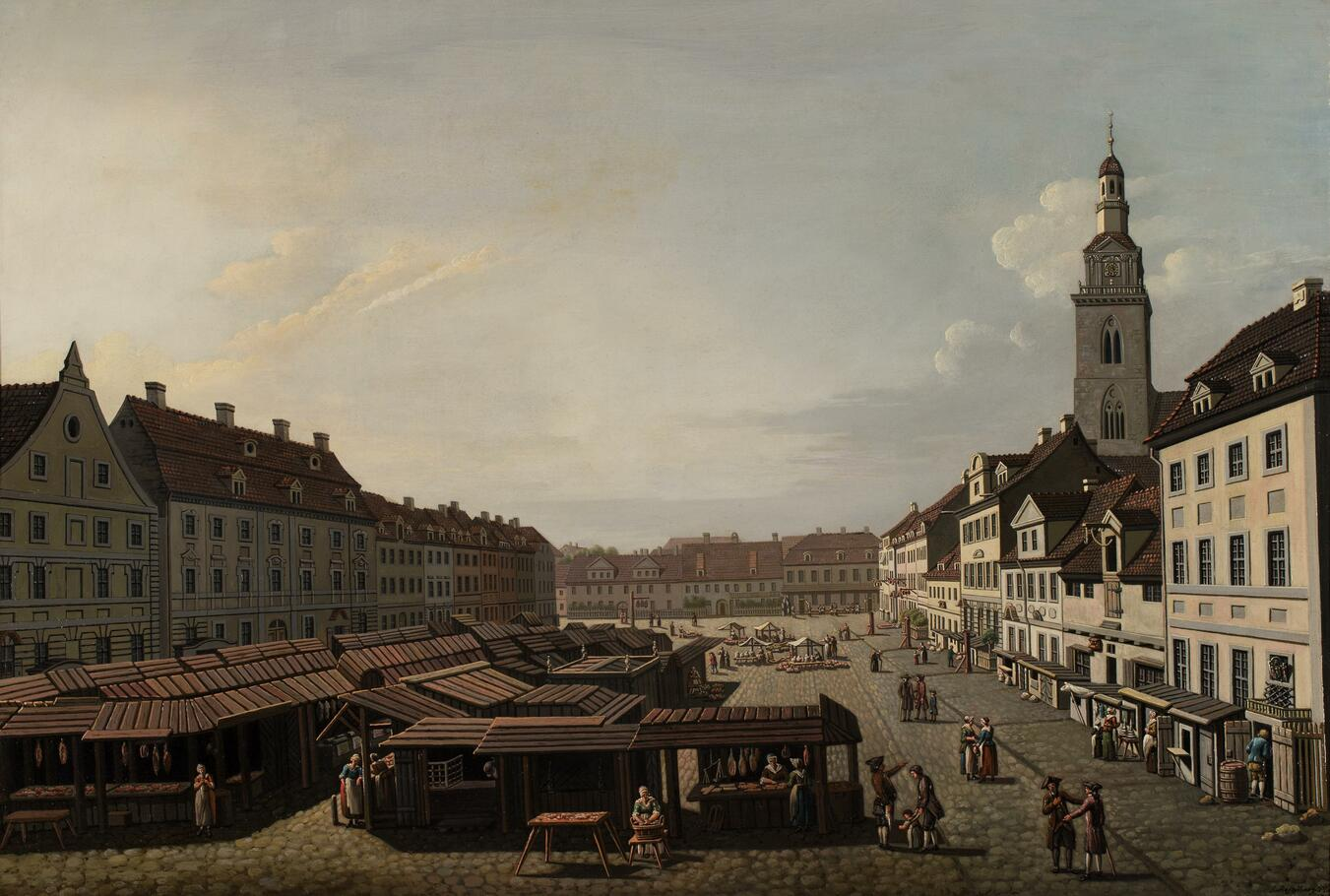
Stationierungsort des Regiments in Berlin: Neuer Markt um 1740